# Małe Pieniny (Natura 2000)
Małe Pieniny (PLH120025) – projektowany specjalny obszar ochrony siedlisk, aktualnie obszar mający znaczenie dla Wspólnoty obejmujący pasmo Małych Pienin, o powierzchni 1875,94 ha. Znajduje się na terenie gminy Szczawnica (powiat nowotarski), niemal w całości w granicach Południowomałopolskiego Obszaru Chronionego Krajobrazu.
Na terenie obszaru znajdują się 4 rezerwaty przyrody: Biała Woda, Wąwóz Homole, Wysokie Skałki i Zaskalskie-Bodnarówka.

## Typy siedlisk przyrodniczych
W obszarze podlegają ochronie następujące typy siedlisk z załącznika I dyrektywy siedliskowej:
- kamieńce
- zarośla wierzby siwej
- zarośla jałowca pospolitego na murawach wapiennych
- murawy kserotermiczne
- murawy bliźniczkowe
- ziołorośla
- łąki świeże
- torfowiska zasadowe
- rumowiska wapienne
- wapienne ściany skalne
- kwaśna buczyna górska (Luzulo luzuloidis-Fagetum)
- żyzna buczyna karpacka (Dentario glandulosae-Fagetum) – ok. 40% obszaru
- łęgi
- górskie reliktowe laski sosnowe
- nawapienna świerczyna górnoreglowa (Polysticho-Piceetum)

## Fauna i flora
Występują tu następujące gatunki z załącznika II:
- podkowiec mały (Rhinolophus hipposideros)
- kumak górski (Bombina variegata)
- traszka karpacka (Lissotriton montandoni)
- bezlist okrywowy (Buxbaumia viridis)
- obuwik pospolity (Cypripedium calceolus)
- pszonak pieniński (Erysimum pieninicum)

Dodatkowo, występują tu bardzo liczne gatunki roślin objętych ochroną gatunkową:
- tojad mołdawski (Aconitum moldavicum)
- tojad dzióbaty (Aconitum variegatum)
- orlik pospolity (Aquilegia vulgaris)
- parzydło leśne (Aruncus sylvestris)
- kopytnik pospolity (Asarum europaeum)
- podrzeń żebrowiec (Blechnum spicant)
- dziewięćsił bezłodygowy (Carlina acaulis)
- buławnik wielkokwiatowy (Cephalanthera damasonium)
- buławnik czerwony (Cephalanthera rubra)
- pomocnik baldaszkowy (Chimaphila umbellata)
- pluskwica europejska (Cimicifuga europaea)
- zimowit jesienny (Colchicum autumnale)
- żłobik koralowy (Corallorhiza trifida)
- naparstnica zwyczajna (Digitalis grandiflora)
- kruszczyk rdzawoczerwony (Epipactis atrorubens)
- kruszczyk szerokolistny (Epipactis helleborine)
- kruszczyk błotny (Epipactis palustris)
- śnieżyczka przebiśnieg (Galanthus nivalis)
- przytulia wonna (Galium odoratum)
- goryczka trojeściowa (Gentiana asclepiadea)
- goryczka wiosenna (Gentiana verna)
- goryczuszka orzęsiona (Gentianella ciliata)
- goryczuszka Wettsteina (Gentianella germanica)
- mieczyk dachówkowaty (Gladiolus imbricatus)
- bluszcz pospolity (Hedera helix)
- wroniec widlasty (Huperzia selago)
- rojownik włochaty (Jovibarba hirta)
- lilia złotogłów (Lilium martagon)
- listera jajowata (Listera ovata)
- widłak jałowcowaty (Lycopodium annotinum)
- widłak goździsty (Lycopodium clavatum)
- gnieźnik leśny (Neottia nidus-avis)
- dwulistnik muszy (Ophrys insectifera)
- zerwa kulista (Phyteuma orbiculare)
- babka górska (Plantago atrata)
- paprotka zwyczajna (Polypodium vulgare)
- pierwiosnek wyniosły (Primula elatior)
- cis pospolity (Taxus baccata)
- kalina koralowa (Viburnum opulus)